# Skogsområdet Paradiset
Paradiset är ett skogsområde i Göteborg nära Kortedala, Bergsjön och Angered. I området finnes en rad olika sjöar, träningsspår samt ett flertal snickarglädjehus.